# Francesco d'Agnolo
Francesco d'Agnolo, detto lo Spillo (Firenze, ... – 1551), è stato un pittore italiano, fratello del più noto Andrea del Sarto.
Solo di recente è stata identificata la parentela dello "Spillo", pittore attivo a San Miniato verso il 1520-1530, e Andrea del Sarto: la professione del padre avrebbe valso il soprannome a entrambi.
A San Miniato Francesco lasciò una pregevole pala d'altare con la Deposizione, Maria e santi nella cappella dell'Addolorata nel duomo di San Miniato (1528), una Madonna col Bambino oggi nel Museo dell'Arciconfraternita della Misericordia e i dipinti della grande macchina scenica dell'altare dell'oratorio del Loretino. Da tale complesso proviene il Cristo risorto che dal 1718 fu portato nella nuova chiesa del Santissimo Crocifisso a fare da sportello sull'altare maggiore per il venerato Crocifisso di Castelvecchio.